# Haut-Sassandra
Haut-Sassandra ist eine Verwaltungsregion der Elfenbeinküste mit der Hauptstadt Daloa. Bis 2011 bildeten die Regionen die höchste Verwaltungsebene des Landes. Seitdem untersteht die Region dem Distrikt Sassandra-Marahoué.
Laut Zensus von 2014 leben in der Region 1.430.960 Menschen.
Die Region ist in die Départements Daloa, Issia, Zoukougbeu und Vavoua eingeteilt.